# Claire Savin
Claire Savin (* 2. April 1993 in Karlsruhe) ist eine ehemalige deutsch-französische Fußballspielerin.

## Karriere

### Vereine
Savin begann im Karlsruher Ortsteil Neureut beim dort ansässigen FC Neureut 08 mit dem Fußballspielen und wechselte später in die Jugendabteilung des Karlsruher SC. Mit 16 Jahren verpflichtete sie der drittklassige Regionalligist TSG 1899 Hoffenheim, für den sie – zwischenzeitlich in die 2. Bundesliga aufgestiegen – in zwei Spielzeiten 34 Zweitligaspiele bestritt und sechs Tore erzielte. Ihr Debüt gab sie am 15. August 2010 (1. Spieltag) beim 3:0-Sieg im Heimspiel gegen den VfL Sindelfingen. Ihre ersten beiden Tore erzielte sie am 10. Oktober 2010 (9. Spieltag) beim 4:0-Sieg im Auswärtsspiel gegen den 1. FFC Recklinghausen.
Zur Saison 2012/13 wurde sie vom Bundesligisten SC Freiburg verpflichtet, für den sie am 23. September 2012 (3. Spieltag) beim 4:1-Sieg im Heimspiel gegen den FSV Gütersloh 2009 debütierte. Mit dem Treffer zum Endstand in der 60. Minute gelang ihr sogleich ihr erstes Bundesligator.
Nach drei Spielzeiten – die letzte Saison ohne Einsatz – beendete sie ihre Zeit in Freiburg; der SC Sand, Aufsteiger der abgelaufenen Saison, verpflichtete sie ab der Saison 2015/16.
Ab Sommer 2019 spielte sie zwei Jahre lang für den Paris FC in der höchsten französischen Liga. 2022 beendete sie ihre aktive Karriere.

### Nationalmannschaft
Savins erster Länderspieleinsatz währte nur fünf Minuten, als sie in der 75. Minute für Lena Petermann im Spiel um den dritten Platz bei der vom 22. bis 26. Juni 2010 in Nyon ausgetragenen U-17-Europameisterschaft eingewechselt wurde. Das Spiel gewann sie mit der U-17-Nationalmannschaft mit 3:0 gegen die Auswahl der Niederlande.
Sie gehörte ebenfalls dem Kader dieser Altersklasse an, die an der vom 5. bis 25. September 2010 in Trinidad und Tobago ausgetragenen U-17-Weltmeisterschaft teilnahm. Ihr einziges Turnierspiel war das mit 10:1 gewonnene Gruppenspiel gegen die Auswahl Südafrikas; sie wurde in der 55. Minute für Lena Lotzen eingewechselt.
Für die U-19-Nationalmannschaft bestritt sie ebenfalls zwei Länderspiele. Ihr Debüt gab sie am 23. Februar 2011 beim 2:0-Sieg gegen die Auswahl der Niederlande. Ihr letztes Länderspiel absolvierte sie am 26. Oktober 2010 beim 4:0-Sieg gegen die Auswahl Schwedens – das einzige über 90 Minuten.

## Erfolge
- Dritter der U-17-Europameisterschaft 2010